# Кіотський національний музей
Кіотський національний музей (яп. 京都国立博物館, きょうとこくりつはくぶつかん, кьото кокуріцу хакубуцукан) — державний музей в Японії. Зберігає та експонує матеріали, присвячені археології, історії, мистецтву, ремеслам Кіото та Центральної Японії. Розташований в кварталі Тяя району Хіґасіяма, Кіото.

## Короткі відомості
1889 року, після ліквідації Музею Бібліотечного відділу Міністерства культури Японії, було створено Кіотський імперський музей. 1892 року, за проектом архітектора Катаями Токуми, розпочалось будівництво головного корпусу, яке закінчилося за три роки. 1 травня 1897 року відбулася урочиста церемонія відкриття Кіотського музею. 1900 його перейменували на Кіотський музей Імператорського дому і перевпорядкували Міністерству Імператорського двору Японії. 1924 року, з нагоди одруження кронпринца Хірохіто, держава подарувала музей місту Кіото. 1952 року Кіотський музей став національним і перебував Міністерства культури.
1965 року музей отримав новий корпус площею 8569 м², збудований за проектом Моріти Кейїті. Він відкрився в жовтні наступного року і нараховував 19 експозиційних залів. Старий корпус був занесений до списку цінних культурних надбань Японії і став використовуватися для спеціальних виставок. 2001 року Кіотський національний музей став автономною організацією.
Працює щодня, за винятком понеділків та Новорічних свят з 26 грудня по 3 січня. Постійна експозиція закрита до 2013 року.